# ژرژ پیتوئف
ژرژ پیتوئف (فرانسوی: Georges Pitoëff‎؛ ۴ سپتامبر ۱۸۸۴–۱۷ سپتامبر ۱۹۳۹) هنرپیشه اهل فرانسه با اصالت گرجستانی بود.

## جوایز
وی برنده جوایزی همچون لژیون دونور (شوالیه) شده است.